# مات دون
مات دون (ولد 22 يوليو 1988) هو لاعب كرة قدم إنجليزي يلعب في مركز الجناح والوسط الهجومي مع نادي روتشديل في الدوري الإنجليزي الممتاز والمنتخب الإنجليزي.
ولد مات دون في أوسويستري، لأبوين إنجليزيين وانتقل إلى لندن في سن الخامسة. بدأ مسيرته المهنية في كوينز بارك رينجرز قبل أن يتعاقد معه روتشديل.